# داء شحمي مخاطي
داء الشحميات المخاطية (بالإنجليزية: Mucolipidosis)‏ هو مجموعة من الاضطرابات الأيضية الوراثية التي تحدث نتيجة خلل في أحد الانزيمات المسؤولة عن أيض بعض المواد الكربوهيدراتية والليبيدية غير المرغوبة داخل الخلية ويصنف من ضمن أمراض التخزين الليسوسومي.

## لمحة
عادة تقوم الخلية بالتخلص من المواد غير المرغوب فيها كالمواد الدهنية والكربوهيدراتية بواسطة انزيمات الجسيمات الحالة. لكن في هذا النوع من الأمراض يحدث نقص أو انعدام كلي للإنزيم المسؤول عن إزالة هذه المواد، مما يؤدي إلى تراكمها بكميات كبيرة في خلايا وأنسجة الجسم مثل الخلايا العصبية والخلايا العظمية محدثة تلفًا في الخلايا.

## أنواع
هناك أربعة أنواع لداء الشحميات المخاطية هي:
- داء الشخميات المخاطية النوع الأول (MLI) أو (sialidosis)

- داء الشحميات المخاطية النوع الثاني والثالث (MLII & MLIII)

- داء الشحميات المخاطية النوع الرابع (MLIV)

## الأعراض
تظهر أعراض المرض عادة عند الولادة أو تبدأ في الطفولة المبكرة. يمكن أن تشمل الأعراض المبكرة تشوهات في الهيكل العظمي ومشاكل في الرؤية وتأخر النمو وصعوبة في التعلم وتخلف عقلي وتختلف الأعراض باختلاف نوع المرض.

## العلاج
لا يوجد حاليًا علاج معروف لهذا المرض. ومع ذلك، هناك تقنيات علاجية متعددة يمكن استخدامها للمساعدة في تخفيف بعض الأعراض. قد يساعد العلاج الطبيعي الأطفال الذين يعانون من تأخر في الحركة أو تأخر في النطق. يجب الحرص أيضًا على الحفاظ على النظام الغذائي للمرضى المصابين. على سبيل المثال قد يحتاج الأطفال المعرضون لخطر فشل النمو إلى مكملات غذائية.